# Gwangpyeong-dong
Gwangpyeong-dong (koreanska: 광평동) är en stadsdel i staden Gumi i provinsen Norra Gyeongsang i den centrala delen av Sydkorea, 205 km sydost om huvudstaden Seoul.